# العلاقات الأرمينية المالديفية
العلاقات الأرمينية المالديفية هي العلاقات الثنائية التي تجمع بين أرمينيا والمالديف.

## مقارنة بين البلدين
هذه مقارنة عامة ومرجعية للدولتين:
| وجه المقارنة                                              | أرمينيا                    | المالديف       |
| --------------------------------------------------------- | -------------------------- | -------------- |
| المساحة (كم2)                                             | 29.74 ألف                  | 298            |
| عدد السكان (نسمة)                                         | 2.93 مليون                 | 436.33 ألف     |
| الكثافة السكانية (ن./كم²)                                 | 98.52                      | 146.42 ألف     |
| العاصمة                                                   | يريفان                     | ماليه          |
| اللغة الرسمية                                             | لغة أرمنية                 | اللغة الديفهي  |
| العملة                                                    | درام أرميني                | روفيه مالديفية |
| الناتج المحلي الإجمالي (بليون دولار)                      | 11.54 مليار                | 4.60 مليار     |
| الناتج المحلي الإجمالي (تعادل القوة الشرائية) بليون دولار | 25.41 مليار                | 5.23 مليار     |
| الناتج المحلي الإجمالي الاسمي للفرد دولار أمريكي          | 3.49 ألف                   | 8.39 ألف       |
| الناتج المحلي الإجمالي للفرد دولار أمريكي                 | 8.07 ألف                   | 12.53 ألف      |
| مؤشر التنمية البشرية                                      | 0.743                      | 0.706          |
| رمز المكالمات الدولي                                      | +374                       | +960           |
| رمز الإنترنت                                              | .am، .հայ ‏                 | .mv            |
| المنطقة الزمنية                                           | ت ع م+04:00، توقيت أرمينيا | ت ع م+05:00    |

## منظمات دولية مشتركة
يشترك البلدان في عضوية مجموعة من المنظمات الدولية، منها:
| علم المنظمة | اسم المنظمة                        | تاريخ انضمام أرمينيا | تاريخ انضمام المالديف |
| ----------- | ---------------------------------- | -------------------- | --------------------- |
|             | بنك التنمية الآسيوي                | 2005                 | 1978                  |
|             | مؤسسة التنمية الدولية              | 25 أغسطس 1993        | 13 يناير 1978         |
|             | يونسكو                             | 9 يونيو 1992         | 18 يوليو 1980         |
|             | وكالة ضمان الاستثمار متعدد الأطراف | 5 ديسمبر 1995        | 19 مايو 2005          |
|             | الأمم المتحدة                      | 2 مارس 1992          | 21 سبتمبر 1965        |
|             | الاتحاد البريدي العالمي            | ?                    | ?                     |
|             | البنك الدولي للإنشاء والتعمير      | 16 سبتمبر 1992       | 13 يناير 1978         |
|             | الاتحاد الدولي للاتصالات           | 30 يونيو 1992        | 28 فبراير 1967        |
|             | منظمة حظر الأسلحة الكيميائية       | ?                    | ?                     |
|             | مؤسسة التمويل الدولية              | 18 أبريل 1995        | 2 فبراير 1983         |
|             | منظمة التجارة العالمية             | 5 فبراير 2003        | ?                     |
|             | منظمة الشرطة الجنائية الدولية      | ?                    | ?                     |

## وصلات خارجية
- موقع وزارة الخارجية الأرمينية
- موقع وزارة الخارجية المالديفية